# Музей Валкхоф
Музей Валкхоф (нидерл. Het Valkhof) — это археологический и художественный музей в Неймегене, Нидерландах.
Музей существует с 1999 года и был создан в результате слияния музея археологии им. Г. М. Кама и музея классического и современного искусства Commanderie van St. Jan. Коллекция музея включает в себя большую и важную коллекцию местных римских археологических находок и произведений искусства (в основном, современных).
Музей располагается на краю парка Вальхоф, на месте лагеря римской армии и цитадели, построенной Карлом Великим. Здание музея было спроектировано голландским архитектором Беном ван Беркелем и было открыто 14 сентября 1999 года королевой Беатрикс.
В ноябре 2008 года официальное название музея было изменено на Валкхоф-Кам. Это закреплено договорённостью, достигнутую с наследниками Г. М. Кама.

## Коллекции

### Археология
В археологическом отделе находится обширная коллекция археологических находок из
Доисторической и ранней истории, а также Древнего Рима и средневековья. Выставка разделена на тематические области, такие как религия, смерть, погребение, торговля и ремесла и повседневная жизнь. Владения римских находок особенно важны. Сегодняшний Неймеген был самым важным городом Римской империи на территории Нидерландов.

### Древнее искусство
Художественный отдел показывает картины, графику, рисунки, скульптуры и предметы из серебра. Эта выставка разделена на тематические районы Неймегена как средневековый торговый город, гильдии, расцвет города в Золотой век и виды на город с XVII по XX века.

### Современное искусство
Отдел современного искусства показывает работы поп-арт и современного экспрессионизма с 1960 года.